# John C. Reilly
Pour les articles homonymes, voir Reilly (homonymie).
John Christopher Reilly, dit John C. Reilly, est un acteur, producteur et scénariste américain, né le 24 mai 1965 à Chicago (Illinois).

## Biographie

### Enfance
John Christopher Reilly naît le 24 mai 1965 à Chicago, en Illinois.
Il est le cinquième des six enfants de parents catholiques irlandais et s'intéresse au théâtre dès l'âge de 8 ans.

### Carrière
En 1989, John C. Reilly obtient son premier rôle au cinéma dans le film Outrages, réalisé par Brian De Palma. D'abord engagé pour un rôle mineur, il impressionne tellement le réalisateur qu'il se voit attribuer un rôle plus important. Il se fait ainsi remarquer et obtient rapidement des rôles dans d'autres films.
Le réalisateur Paul Thomas Anderson lui offre certains de ses meilleurs rôles : un parieur compulsif dans Double mise (1996), une star du porno dans Boogie Nights (1997), un flic affectueux dans Magnolia (1999). Son rôle d'un soldat envoyé au front dans La Ligne rouge (1998) de Terrence Malick lui vaut une reconnaissance accrue. Sa carrière théâtrale est également une réussite.
Il tourne également sous la direction des plus grands réalisateurs tels que Martin Scorsese (Gangs of New York, Aviator), Sam Raimi (Pour l'amour du jeu), Wolfgang Petersen (En pleine tempête), Robert Altman (The Last Show), Woody Allen (Ombres et brouillard), Tony Scott (Jours de tonnerre) et Roman Polanski (Carnage). 

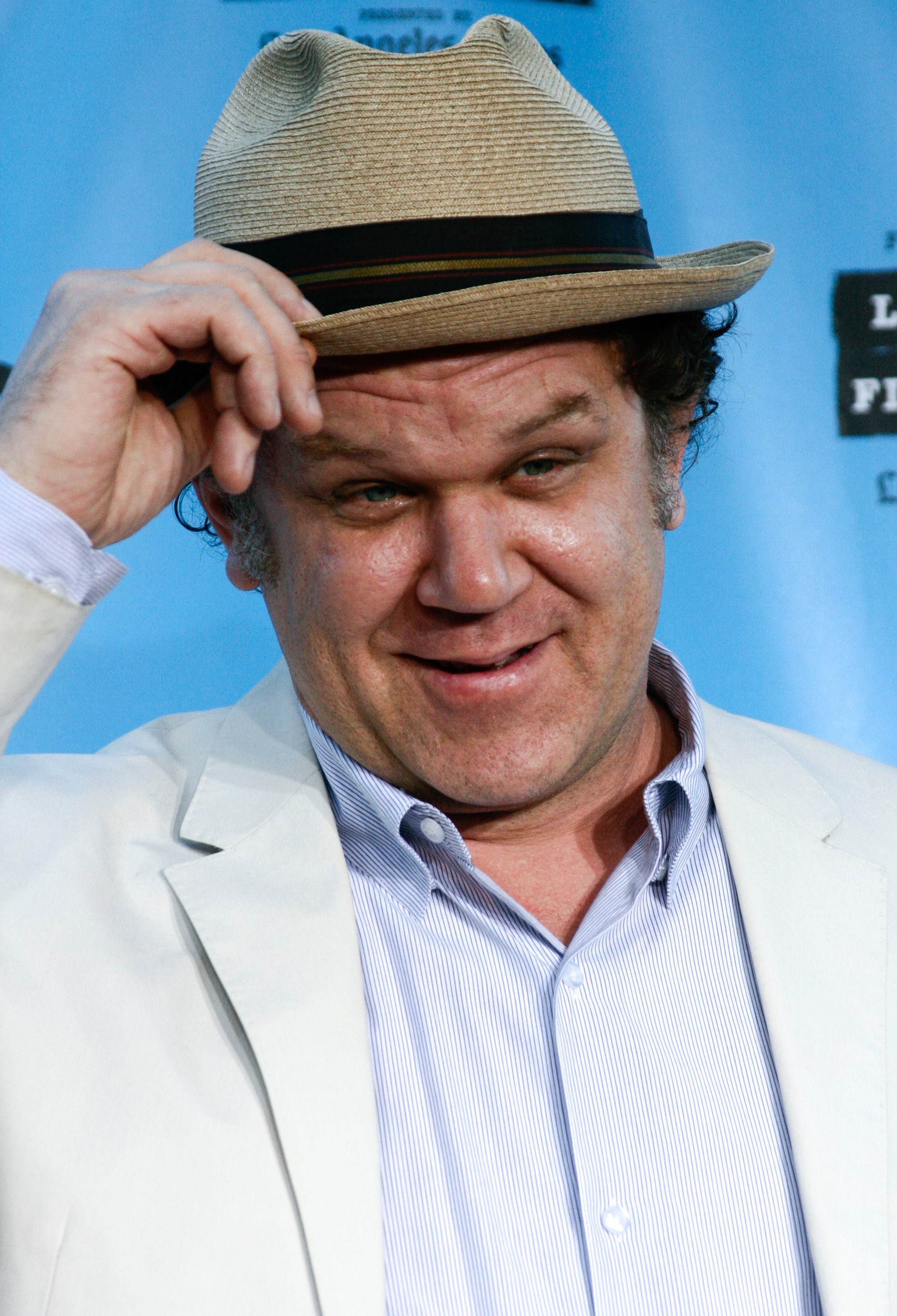
John C. Reilly lors de la première de Ponyo sur la falaise au festival de Los Angeles en juin 2009.

Mais il n'hésite pas à changer de registre, passant du registre dramatique à la comédie notamment sous la houlette du duo Will Ferrell et Adam McKay en jouant dans Ricky Bobby : Roi du circuit et Frangins malgré eux ou en passant dans le film d'animation en prêtant sa voix dans Numéro 9 et pour Ralph le personnage principal de Les mondes de Ralph.
En 2014, il fait partie du casting du blockbuster de Marvel : Les Gardiens de la Galaxie.
En 2022, il joue le rôle de Jerry Buss dans la série télévisée Winning Time: The Rise of the Lakers Dynasty (en) diffusée par HBO, qui raconte l'histoire de l'équipe de basket des Los Angeles Lakers durant les années 1980.
Il est le président du jury Un certain regard lors du festival de Cannes 2023.

### Vie privée et autres activités
En 1992, il épouse la productrice Alison Dickey, rencontrée sur le tournage d'Outrages, de Brian De Palma, dans lequel il incarnait un rôle secondaire, alors qu'elle était l'assistante de Sean Penn, l'acteur principal.
John C. Reilly est également musicien, jouant avec son propre groupe de folk-country, le "John Reilly & Friends".

## Filmographie

### Cinéma

#### Années 1980-1990
- 1989 : Outrages (Casualties of War) de Brian De Palma : Herbert Hatcher
- 1989 : Nous ne sommes pas des anges (We're no Angels) de Neil Jordan : Jeune moine
- 1990 : Jours de tonnerre (Days of Thunder) de Tony Scott : Buck Bretherton
- 1990 : Les Anges de la nuit (State of Grace) de Phil Joanou : Stevie McGuire
- 1992 : Ombres et Brouillard (Shadows and Fog) de Woody Allen : Flic au poste de police
- 1992 : Sur la corde raide (Out of the Limb) de Francis Veber : Jim Jr
- 1992 : Hoffa de Danny DeVito : Pete Connelly
- 1993 : Gilbert Grape (What's eating Gilbert Grape) de Lasse Hallström : Tucker Van Dyke
- 1994 : La Rivière sauvage (The River Wild) de Curtis Hanson : Terry
- 1995 : Dolores Claiborne de Taylor Hackford : Frank Stamshaw
- 1995 : Georgia de Ulu Grosbard : Herman
- 1996 : Double mise (Sydney) de Paul Thomas Anderson : John Finnegan
- 1996 : Le Dortoir des garçons (Boys) de Stacy Cochran (en) : Officier Kellogg Curry
- 1997 : Le Veilleur de nuit (Nightwatch) de Ole Bornedal : Bill Davis (non crédité)
- 1997 : Boogie Nights de Paul Thomas Anderson : Reed Rothchild
- 1998 : Chicago Cab de Mary Cybulski et John Tintori : Steve
- 1998 : Flagpole Special (vidéo) de Paul Thomas Anderson
- 1998 : La Ligne rouge (The Thin Red Line) de Terrence Malick : Sergent Storm
- 1999 : The Settlement de Mark Steilen : Pat
- 1999 : Collège Attitude (Never Been Kissed) de Raja Gosnell : Augustus Strauss
- 1999 : Pour l'amour du jeu (For Love of the Game) de Sam Raimi : Gus Sinski
- 1999 : Magnolia de Paul Thomas Anderson : Jim Kurring

#### Années 2000
- 2000 : En pleine tempête (The Perfect Storm) de Wolfgang Petersen : Dale Murphy
- 2001 : The Anniversary Party de Jennifer Jason Leigh et Alan Cumming : Mac Forsyth
- 2001 : Frank's Book, court-métrage de R.A. White : Frank
- 2002 : The Good Girl de Miguel Arteta : Phil Last
- 2002 : Gangs of New York de Martin Scorsese : Jack Mulraney
- 2002 : Chicago de Rob Marshall : Amos Hart
- 2002 : The Hours de Stephen Daldry : Dan Brown
- 2003 : Self Control (Anger Management) de Peter Segal : Older Arnie Shankman (non crédité)
- 2003 : Piggie de Alison Bagnall
- 2004 : Criminal de Gregory Jacobs : Richard Gaddis
- 2004 : Aviator (The Aviator) de Martin Scorsese : Noah Dietrich
- 2005 : Are You the Favorite Person of Anybody ?, court-métrage de Miguel Arteta
- 2005 : Dark Water de Walter Salles : Mr Murray
- 2006 : The Last Show (A Prairie Home Companion) de Robert Altman : Dusty
- 2006 : Ricky Bobby : Roi du circuit (Talladega Nights: The Ballad of Ricky Bobby) : Cal Naughton Jr.
- 2006 : Tenacious D et le Médiator du destin (Tenacious D in The Pick of Destiny) de Liam Lynch : le Sasquatch (non crédité)
- 2007 : Year of the Dog de Mike White : Al
- 2007 : Walk Hard : L'Histoire de Dewey Cox (Walk Hard : The Dewey Cox Story) de Jake Kasdan : Dewey Cox
- 2008 : Green Team (vidéo), court-métrage d'Adam McKay : Green Team Member
- 2008 : Frangins malgré eux (Step Brothers) d'Adam McKay : Dale Doback
- 2008 : Top Job! (The Promotion) de Steve Conrad : Richard Wehlner
- 2008 : Prop 8: The Musical, court-métrage de Adam Shankman : Prop 8 Leader
- 2009 : L'Assistant du vampire (Cirque du Freak: The Vampire's Assistant) de Paul Weitz : Larten Crepsley
- 2009 : Numéro 9 (9) de Shane Acker: 5 (voix)
- 2009 : Bienvenue à Zombieland (Zombieland) de Ruben Fleischer : Bathroomzombie (non crédité)

#### Années 2010
- 2010 : Fight for Your Right Revisited, court-métrage de Adam Yauch : Mike D (B-Boys 2)
- 2010 : Cyrus de Jay et Mark Duplass : John
- 2010 : The Extra Man de Shari Springer Berman et Robert Pulcini : Gershon Gruen
- 2011 : Bienvenue à Cedar Rapids (Cedar Rapids) de Miguel Arteta : Dean Ziegler
- 2011 : We Need to Talk about Kevin de Lynne Ramsay : Franklin
- 2011 : Terri de Azazel Jacobs : M. Fitzgerald
- 2011 : Carnage de Roman Polanski : Michael
- 2012 : Tim and Eric's Billion Dollar Movie de Tim Heidecker et Eric Wareheim : Taquito
- 2012 : The Dictator de Larry Charles : Clayton
- 2012 : Les Mondes de Ralph (Wreck-It Ralph) de Rich Moore : Ralph Lacasse (voix)
- 2013 : Légendes vivantes (Anchorman 2: The Legend Continues) de Adam McKay : le fantôme de Stonewall Jackson (caméo)
- 2014 : Les Gardiens de la Galaxie (Guardians of the Galaxy) de James Gunn : Rhomann Dey
- 2015 : Tale of Tales (Il racconto dei racconti) de Matteo Garrone : le roi de Selvascura
- 2015 : The Lobster de Yórgos Lánthimos : Robert, l'homme qui zézaie
- 2015 : Les Cowboys de Thomas Bidegain : l'Américain
- 2016 : Tous en scène (Sing) de Garth Jennings : Eddie (voix)
- 2017 : Kong: Skull Island de Jordan Vogt-Roberts : Hank Marlow
- 2017 : Les Bonnes Sœurs (The Little Hours) de Jeff Baena : Père Tommasso
- 2018 : Les Frères Sisters (The Sisters Brothers) de Jacques Audiard : Eli Sisters
- 2018 : Stan and Ollie de Jon S. Baird : Oliver Hardy
- 2018 : Holmes & Watson de Etan Cohen : Watson
- 2018 : Ralph 2.0 (Ralph Breaks the Internet) de Rich Moore et Phil Johnston : Ralph Lacasse (voix)

#### Années 2020
- 2021 : Licorice Pizza  de Paul Thomas Anderson : Fred Gwynne
- 2022 : Stars at Noon de Claire Denis : le boss américain
- 2025 : Pile ou Face (Testa o croce) d'Alessio Rigo de Righi et Matteo Zoppis
- 2026 : How to Rob a Bank de David Leitch

### Séries télévisées
- 1988 : Mission impossible, 20 ans après (Mission: Impossible) - saison 1 épisode 5 : Wolf von Schau
- 2022 : Winning Time: The Rise of the Lakers Dynasty (en) : Jerry Buss, propriétaire des Los Angeles Lakers

## Distinctions

### Nominations
- 2003 : Oscar du meilleur acteur dans un second rôle pour Chicago
- 2003 : Golden Globe du meilleur acteur dans un second rôle pour Chicago

## Voix francophones
En France, plusieurs acteurs ont doublé John C. Reilly. Parmi les plus fréquents, il y a Bruno Abraham-Kremer, Jacques Bouanich, Bruno Dubernat, Michel Dodane et Jérôme Pauwels qui l'ont doublé respectivement à huit, quatre et trois reprises.
Au Québec, Yves Soutière est la voix québécoise régulière de l'acteur. Alain Zouvi l'a également doublé à quatre reprises. 

## Anecdotes
- Il a joué dans trois des films sélectionnés pour l'Oscar du meilleur film en 2003 : Chicago, Gangs of New York et The Hours.
- Il était censé jouer dans Manderlay de Lars von Trier, mais il a refusé d'y participer à cause d'une scène où un âne est massacré afin d'être mangé.
- Il incarne le "père" dans le clip vidéo de Ham de Mr. Oizo, réalisé par Eric Wareheim.